# Campionato olandese di calcio a 5
La Topdivisie è la massima competizione olandese di calcio a 5 organizzata dalla KNVB.
Si svolge dalla stagione 1968/1969 ed è in assoluto tra i più antichi campionati nazionali non solo d'Europa ma a livello mondiale, essendo partito nello stesso anno della Taça Brasil de Futsal ma avendo avuto cadenza annuale sin dalla prima edizione. La competizione regolamenta il calcio a 5 diffusosi nei Paesi Bassi durante gli anni 1960 proveniente dal sudamerica, e da anni si disputa con la formula del girone unico all'italiana ad esclusione delle stagioni 2006/2007 e 2007/2008 quando fu diviso in due gironi con playoff finali.
Il campionato olandese rimane una tra le più vivaci d'Europa, non avendo formazioni in grado di monopolizzarla sin dalla sua prima edizione, nessuna squadra è riuscita ad imporsi per più di due anni a fila. Nelle ultime edizioni ha comunque trovato grandi soddisfazioni il FCK De Hommel giunto a tre vittorie in sette anni. Nella stagione 2008/2009 invece, il campionato olandese si è segnalato per l'incredibile vicenda dei campioni uscenti del Blok Carillon Boys, in testa al campionato e costretti a ritirarsi per la perdita del loro sponsor principale a seguito della crisi economica iniziata tra il 2008 e il 2009.

## Albo d'oro
| Stagione  | Campionato                      | Coppa                      |
| --------- | ------------------------------- | -------------------------- |
| 1968-1969 | Scagha '66                      | Non disputata              |
| 1969-1970 | Van Wissen Sport Eindhoven      | Non disputata              |
| 1970-1971 | Dio '30 Druten                  | Non disputata              |
| 1971-1972 | Hovocubo                        | Non disputata              |
| 1972-1973 | KMA Breda                       | Non disputata              |
| 1973-1974 | Scagha '66                      | Non disputata              |
| 1974-1975 | Scagha '66                      | Non disputata              |
| 1975-1976 | Hovocubo                        | Non disputata              |
| 1976-1977 | Nathania Arnhem                 | Non disputata              |
| 1977-1978 | Nathania Arnhem                 | Non disputata              |
| 1978-1979 | Intervent Volendam              | Non disputata              |
| 1979-1980 | Marco-Fit Eindhoven             | Non disputata              |
| 1980-1981 | Makelardij Klomp Lunteren       | Non disputata              |
| 1981-1982 | Hovocubo                        | Hovocubo                   |
| 1982-1983 | De Haantjes                     | Ceverbo                    |
| 1983-1984 | Kras Boys                       | Pejoco Boys Eindhoven      |
| 1984-1985 | In De Drei Kreuninge Maastricht | Datarex Dordrecht          |
| 1985-1986 | Kras Boys                       | Ceverbo                    |
| 1986-1987 | Kras Boys                       | Ceverbo                    |
| 1987-1988 | Ceverbo                         | Depa                       |
| 1988-1989 | Bax Zeefdrukkerij Voorhout      | Bax Zeefdrukkerij Voorhout |
| 1989-1990 | Depa                            | Sphinx Maastricht          |
| 1990-1991 | Rex Volendam                    | Den Haag/Trimeur           |
| 1991-1992 | Depa                            | Ceverbo                    |
| 1992-1993 | Veerhuys                        | Gat van Nederland          |
| 1993-1994 | Schoenenreus                    | 't Stoepje Utrecht         |
| 1994-1995 | Bunga Melati                    | Kras Boys                  |
| 1995-1996 | Veerhuys                        | De Hommel                  |
| 1996-1997 | Bunga Melati                    | Bunga Melati               |
| 1997-1998 | Bunga Melati                    | Bunga Melati               |
| 1998-1999 | Den Haag/Trimeur                | Den Haag/Trimeur           |
| 1999-2000 | Veerhuys                        | Den Haag/Trimeur           |
| 2000-2001 | Den Haag/Trimeur                | Den Haag/Trimeur           |
| 2001-2002 | De Hommel                       | De Hommel                  |
| 2002-2003 | West Stars                      | West Stars                 |
| 2003-2004 | Marlène                         | Marlène                    |
| 2004-2005 | De Hommel                       | Marlène                    |
| 2005-2006 | Marlène                         | Marlène                    |
| 2006-2007 | De Hommel                       | Marlène                    |
| 2007-2008 | Blok/Carillon Boys              | KW/J&M                     |
| 2008-2009 | Marlène                         | Marlène                    |
| 2009-2010 | Eindhoven                       | Eindhoven                  |
| 2010-2011 | Eindhoven                       | Marlène                    |
| 2011-2012 | Eindhoven                       | Eindhoven                  |
| 2012-2013 | Eindhoven                       | Hovocubo                   |
| 2013-2014 | Hovocubo                        | De Hommel                  |
| 2014-2015 | Eindhoven                       | Eindhoven                  |
| 2015-2016 | ASV Lebo                        | 't Knooppunt               |
| 2016-2017 | 't Knooppunt                    | Marlène                    |
| 2017-2018 | Hovocubo                        | Hovocubo                   |
| 2018-2019 | Hovocubo                        | Eindhoven                  |
| 2021-2022 | Hovocubo                        | Non disputata              |

### Supercoppa
| Stagione | Vincitore          | Finalista    |
| -------- | ------------------ | ------------ |
| 1995     | Bunga Melati       | Kras Boys    |
| 1996     | Veerhuys           | De Hommel    |
| 1997     | Bunga Melati       | Veerhuys     |
| 1998     | Bunga Melati       | De Hommel    |
| 1999     | Den Haag/Trimeur   | Bunga Melati |
| 2002     | West Stars         | De Hommel    |
| 2003     | De Hommel          | West Stars   |
| 2004     | West Stars         | Marlène      |
| 2005     | Marlène            | De Hommel    |
| 2006     | Marlène            | De Hommel    |
| 2007     | De Hommel          | Marlène      |
| 2008     | Marlène            | De Hommel    |
| 2009     | Blok/Carillon Boys | De Hommel    |
| 2010     | Marlène            | Eindhoven    |
| 2011     | Eindhoven          | Marlène      |
| 2012     | Eindhoven          | Marlène      |
| 2013     | Eindhoven          | Hovocubo     |
| 2014     | Hovocubo           | De Hommel    |
| 2015     | Marlène            | Eindhoven    |
| 2016     | ASV Lebo           | 't Knooppunt |
| 2017     | 't Knooppunt       | Marlène      |
| 2018     | Hovocubo           | Eindhoven    |

## Vittorie per club

### Campionato
| Titoli | Squadra                         | Anni                                     |
| ------ | ------------------------------- | ---------------------------------------- |
| 7      | Hovocubo                        | 1972, 1976, 1982, 2014, 2018, 2019, 2022 |
| 5      | Volendam                        | 1979, 1984, 1986, 1987, 1991             |
| 5      | Eindhoven                       | 2010, 2011, 2012, 2013, 2015             |
| 3      | Scagha '66                      | 1969, 1974, 1975                         |
| 3      | Veerhuys                        | 1993, 1996, 2000                         |
| 3      | Bunga Melati                    | 1995, 1997, 1998                         |
| 3      | De Hommel                       | 2002, 2005, 2007                         |
| 3      | Marlène                         | 2004, 2006, 2009                         |
| 2      | Nathania Arnhem                 | 1977, 1978                               |
| 2      | Depa                            | 1990, 1992                               |
| 2      | Den Haag/Trimeur                | 1999, 2001                               |
| 1      | Van Wissen Sport Eindhoven      | 1970                                     |
| 1      | Dio '30 Druten                  | 1971                                     |
| 1      | KMA Breda                       | 1973                                     |
| 1      | Marco-Fit Eindhoven             | 1980                                     |
| 1      | Makelardij Klomp Lunteren       | 1981                                     |
| 1      | De Haantjes                     | 1983                                     |
| 1      | In De Drei Kreuninge Maastricht | 1985                                     |
| 1      | Ceverbo                         | 1988                                     |
| 1      | Bax Zeefdrukkerij Voorhout      | 1989                                     |
| 1      | Schoenenreus                    | 1994                                     |
| 1      | West Stars                      | 2003                                     |
| 1      | Blok/Carillon Boys              | 2008                                     |
| 1      | ASV Lebo                        | 2016                                     |
| 1      | 't Knooppunt                    | 2017                                     |

### Coppa
| Titoli | Squadra                    | Anni                                     |
| ------ | -------------------------- | ---------------------------------------- |
| 7      | Marlène                    | 2004, 2005, 2006, 2007, 2009, 2011, 2017 |
| 4      | Ceverbo                    | 1983, 1986, 1987, 1992                   |
| 4      | Den Haag/Trimeur           | 1991, 1999, 2000, 2001                   |
| 4      | Eindhoven                  | 2010, 2012, 2015, 2019                   |
| 3      | Hovocubo                   | 1982, 2013, 2018                         |
| 3      | De Hommel                  | 1996, 2002, 2014                         |
| 2      | Volendam                   | 1993, 1995                               |
| 2      | Bunga Melati               | 1997, 1998                               |
| 1      | Pejoco Boys Eindhoven      | 1984                                     |
| 1      | Datarex Dordrecht          | 1985                                     |
| 1      | Depa                       | 1988                                     |
| 1      | Bax Zeefdrukkerij Voorhout | 1989                                     |
| 1      | Sphinx Maastricht          | 1990                                     |
| 1      | 't Stoepje Utrecht         | 1994                                     |
| 1      | West Stars                 | 2003                                     |
| 1      | KW/J&M                     | 2008                                     |
| 1      | 't Knooppunt               | 2016                                     |

### Supercoppa
| Titoli | Squadra            | Anni                         |
| ------ | ------------------ | ---------------------------- |
| 5      | Marlène            | 2005, 2006, 2008, 2010, 2015 |
| 3      | Bunga Melati       | 1995, 1997, 1998             |
| 3      | Eindhoven          | 2011, 2012, 2013             |
| 2      | West Stars         | 2002, 2004                   |
| 2      | De Hommel          | 2003, 2007                   |
| 2      | Hovocubo           | 2014, 2018                   |
| 1      | Veerhuys           | 1996                         |
| 1      | Den Haag/Trimeur   | 1999                         |
| 1      | Blok/Carillon Boys | 2009                         |
| 1      | ASV Lebo           | 2016                         |
| 1      | 't Knooppunt       | 2017                         |